# S Normae
Désignations
S Normae (en abrégé S Nor) est une étoile variable supergéante jaune de la constellation de la Règle. Elle est le membre le plus brillant de l'amas ouvert NGC 6087.
S Normae est une variable céphéide classique dont la magnitude visuelle varie entre 6,12 et 6,77 sur une période de 9,754 11 jours. Son type spectral varie lors du cycle de pulsation de F8 à G0. Sa masse a été mesurée à 6,3 M☉ grâce à un compagnon sur une orbite serrée, et elle est plus de 3 000 fois plus lumineuse que le Soleil.

## Compagnons

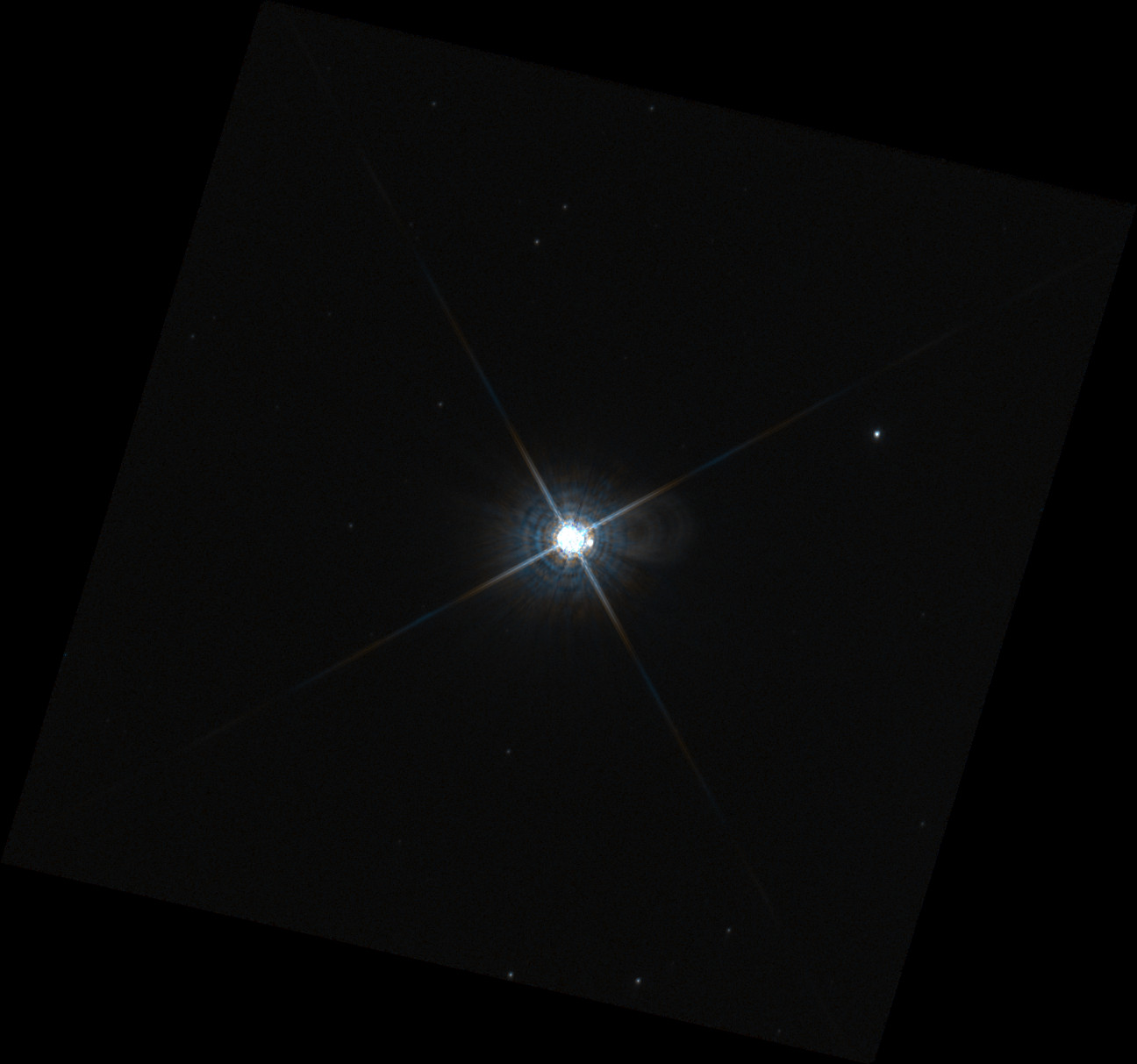
Le système de S Normae, montrant le compagnon « spectroscopique » et les trois faibles compagnons proches, mais pas TYC 8719-794-1

S Normae est une binaire spectroscopique, bien que le compagnon ait maintenant été résolu grâce à la Wide Field Camera 3 du télescope spatial Hubble. La séparation angulaire entre les deux étoiles était de 0,90" en avril 2011, ce qui, considérant la distance du système, correspond à une séparation vraie de 817 ua. Cela donne une rare opportunité de déterminer directement la masse d'une étoile variable céphéide et de confirmer d'autres propriétés de S Normae. C'est une supergéante qui est 6,3 fois plus massive que le Soleil et 2 800 fois plus lumineuse. Le compagnon est une étoile bleu-blanc de la séquence principale de 2,4 M☉ et de type spectral B9.5V.
Il y a un compagnon plus distant de 10ème magnitude à 30", ce qui n'est pas surprenant au centre d'un amas ouvert. Il s'agit de TYC 8719-794-1, une étoile chimiquement particulière de type A ou B. Trois compagnons plus faibles ont également été découverts : une étoile de 14ème magnitude à 14" et deux étoiles de 16ème magnitude à 20".